# Weno
Weno é a maior cidade da Estados Federados da Micronésia, capital do estado de Chuuk. Está situada na ilha de Moen, ao noroeste do Oceano Pacífico. Possui aeroporto, hotel e restaurantes.

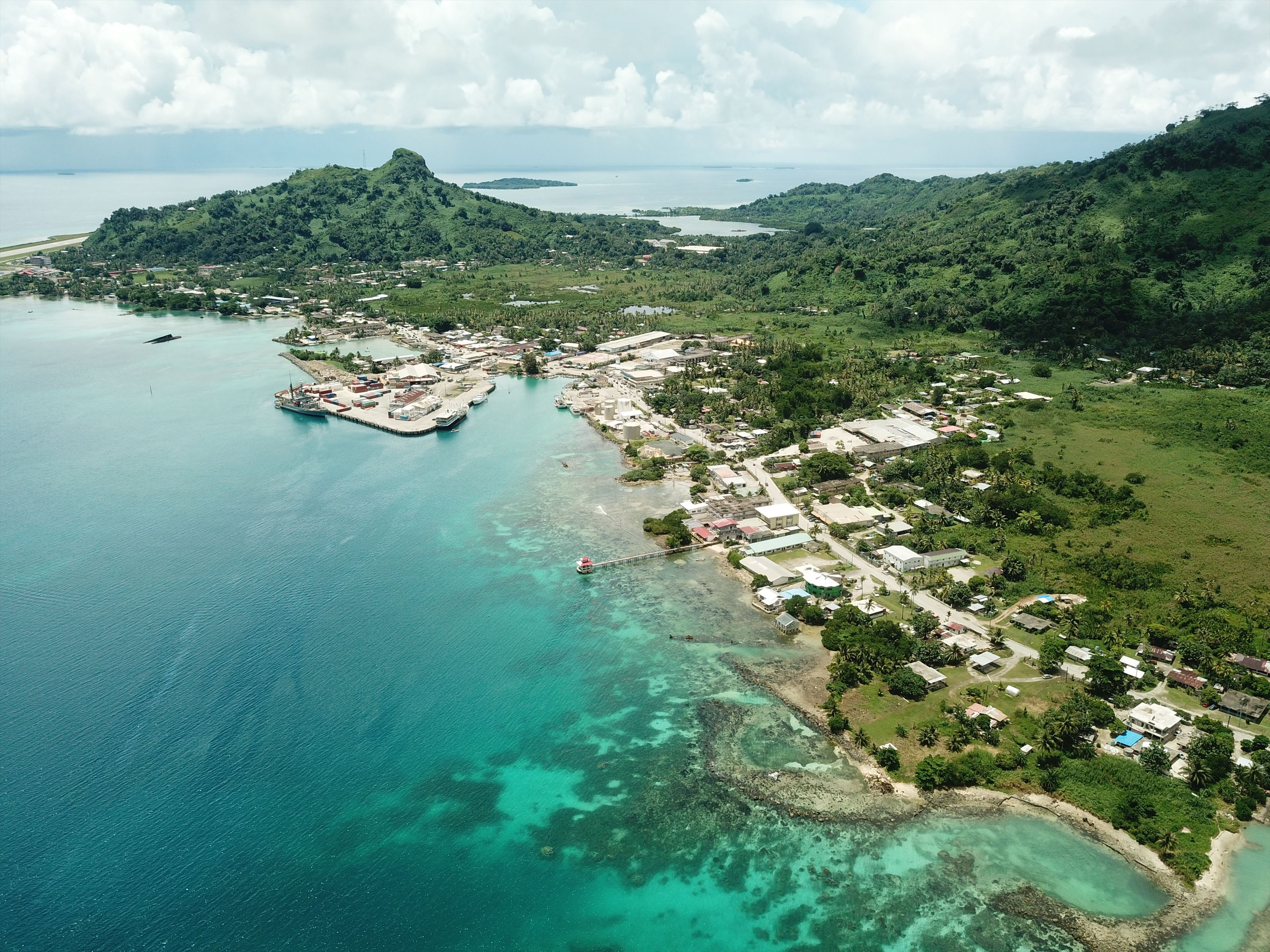
Vista geral da cidade

Tem uma população de 13.856 habitantes.